# Dendrocnide sinuata
Dendrocnide sinuata là loài thực vật có hoa trong họ Tầm ma. Loài này được (Blume) Chew mô tả khoa học đầu tiên năm 1965.